# Peroj
Peroj (italijansko Peroi) je naselje na Hrvaškem, ki upravno spada pod mesto Vodnjan; le-ta pa spada pod Istrsko županijo.

## Lega
Peroj leži ob cesti Pulj-Fažana-turistično naselje Barbariga na zahodni obali južne Istre na nadmorski višini 32 m v zaledju Fažanskega kanala, oddaljen okoli 12 km od Pulja.

## Zgodovina
V starih listinah se Peroj prvič omenja v razpravi Rižanskog sabora leta 804 pod imenom Casale Petriolo. Leta 1197 je bilo naselje imenovano Petroro v lasti plemiške rodbine Morosini, v 14. stoletju pa je prišel v posest rodbine Castropola. Leta 1561 je kraj zaradi kuge popolnoma opustel. Po neuspelih poskusih naselitve z družinami iz Bologne in Grčije so benečani leta 1657 sem naselili Črnogorce iz okolice Bara. Leto 1657 se šteje za ustanovitev današnjega Peroja. Črnogorski naseljenci so ohranili svojo narodno identiteto do današnjih dni.
V neposredni bližini naselja je bilo pri arheoloških izkopavanjih najdenih več rimskih grobov.  Na zahodnem robu naselja stoji predromanska enoladijska cerkev sv. Stjepana s tremi apsidami, poslikana s freskami iz 13. stoletja, ki pa so se le delno ohranile. Na pokopališču stoji na mestu porušene katoliške kapele sv. Jerolima, pravoslavna cerkev sv. Spiridona zgrajena leta 1788 z ikonami iz 16. do 18. stoletja.

## Demografija
| Pregled števila prebivalcev po letih | Pregled števila prebivalcev po letih | Pregled števila prebivalcev po letih | Pregled števila prebivalcev po letih | Pregled števila prebivalcev po letih | Pregled števila prebivalcev po letih | Pregled števila prebivalcev po letih | Pregled števila prebivalcev po letih | Pregled števila prebivalcev po letih | Pregled števila prebivalcev po letih | Pregled števila prebivalcev po letih | Pregled števila prebivalcev po letih | Pregled števila prebivalcev po letih | Pregled števila prebivalcev po letih | Pregled števila prebivalcev po letih |
| ------------------------------------ | ------------------------------------ | ------------------------------------ | ------------------------------------ | ------------------------------------ | ------------------------------------ | ------------------------------------ | ------------------------------------ | ------------------------------------ | ------------------------------------ | ------------------------------------ | ------------------------------------ | ------------------------------------ | ------------------------------------ | ------------------------------------ |
| 1857                                 | 1869                                 | 1880                                 | 1890                                 | 1900                                 | 1910                                 | 1921                                 | 1931                                 | 1948                                 | 1953                                 | 1961                                 | 1971                                 | 1981                                 | 1991                                 | 2001                                 |
| 178                                  | 219                                  | 222                                  | 341                                  | 361                                  | 419                                  | 328                                  | 392                                  | 475                                  | 484                                  | 498                                  | 409                                  | 403                                  | 477                                  | 752                                  |